# Área micropolitana de Warren
El área micropolitana de Warren,  y oficialmente como Área Estadística Micropolitana de Warren, PA µSA tal como lo define la Oficina de Administración y Presupuesto, es un Área Estadística Micropolitana centrada en la localidad de Warren en el estado estadounidense de Pensilvania. El área micropolitana tenía una población en el Censo de 2010 de 41.815 habitantes, convirtiéndola en la 323.º área micropolitana más poblada de los Estados Unidos. El área micropolitana de Warren comprende el condado de Warren, siendo Warren la localidad más poblada.

## Composición del área micropolitana

### Ciudad
Warren

### Boroughs
Bear Lake |
Clarendon |
Sugar Grove |
Tidioute |
Youngsville 

### Municipios
Brokenstraw |
Cherry Grove |
Columbus |
Conewango |
Deerfield |
Eldred |
Elk |
Farmington |
Freehold |
Glade |
Limestone |
Mead |
Pine Grove |
Pittsfield |
Pleasant |
Sheffield |
Southwest |
Spring Creek |
Sugar Grove |
Triumph |
Watson 

### Lugares designados por el censo
Columbus |
Sheffield |
Warren South 